# Маристан аль-Муайяда
Мариста́н аль-Муайяда (араб. مارستان المؤيد‎) или бимаристан аль-Муайяди (البيمارستان المؤيدي‎) — бимаристан (госпиталь; также называемый маристаном), созданный при мамлюкском султане аль-Муайяде Шайхе в 1418—1420 годах. Расположен на южной окраине района аль-Дарб аль-Ахмар в Каире, столице Египта, недалеко от его Цитадели и бывших ворот Баб аль-Вазир. Маристан на протяжении долгого времени не выполнял свою функцию госпиталя и стоял разрушенным. Его фасад и главные стены сохранились и были недавно[когда?] восстановлены.

## История

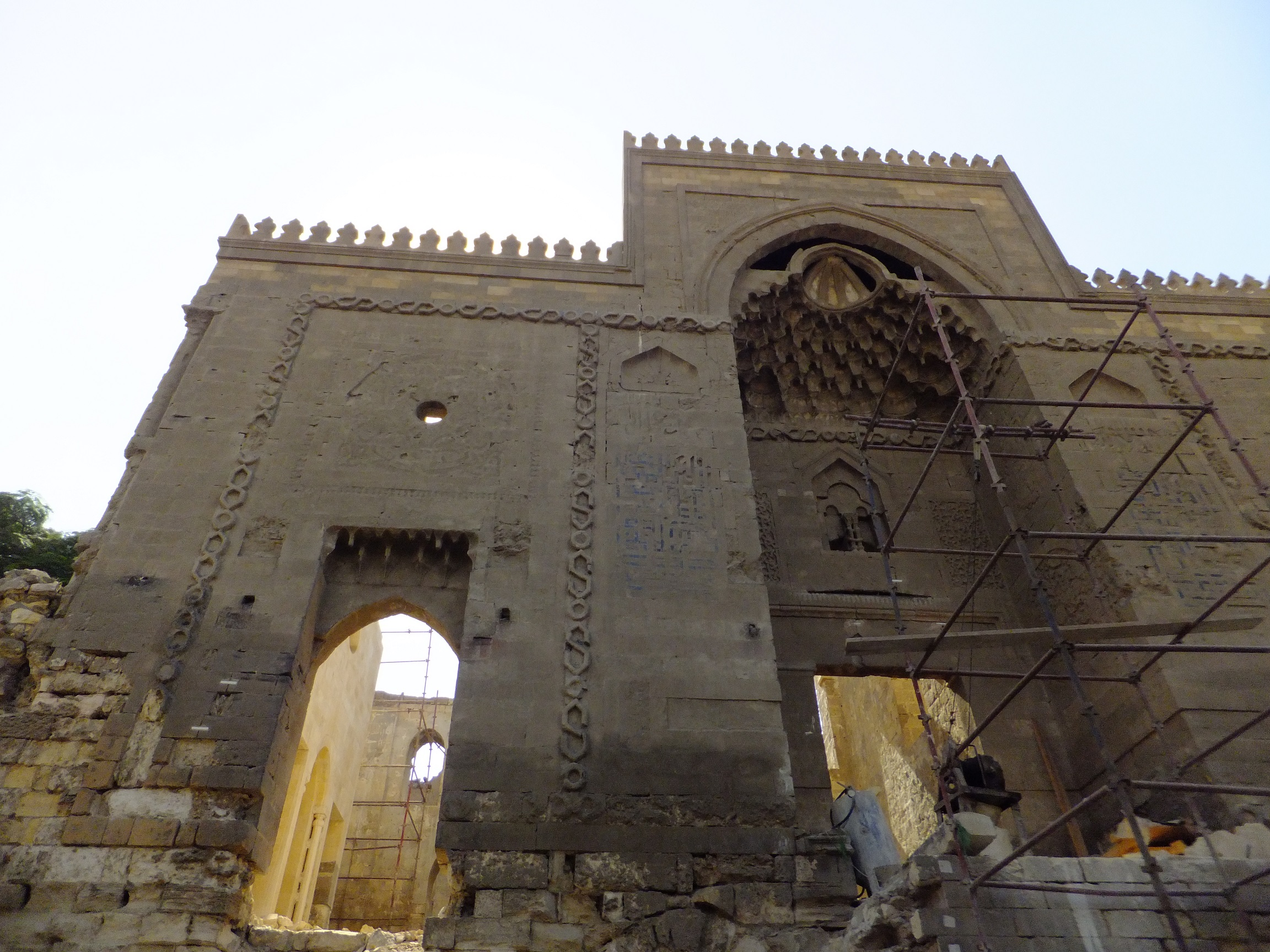
Маристан аль-Муайяда в 2012 году, незадолго до реконструкции

Маристан был построен на месте недостроенного медресе-мавзолея султана аль-Ашрафа Шабана II, который начал возводить монументальный и богато украшенный мавзолей и медресе для себя в 1375 году, но они всё ещё были недостроены, когда он был убит в 1377 году. Поскольку его мавзолей был незаконченным, султан был вместо него похоронен во втором мавзолее медресе, которое он построил в честь своей матери (медресе Умм аль-Султан Шаабан), который расположен дальше по главной улице в районе Аль-Дарб аль-Ахмар. Недостроенное же сооружение было в итоге демонтировано султаном Фараджем ибн Баркуком в 1411 году, чтобы повторно использовать его материалы для ряда других зданий, в том числе для Завии Фараджи ибн Барки, расположенной напротив Баб-Зувейлы и медресе-мечеть его эмира Джамал ад-Дина аль-Устадара.
Султан Фарадж был убит в 1412 году мятежными мамлюкскими эмирами, в результате чего трон унаследовал Шейх аль-Муайяд, правивший с 1412 по 1421 год. Он был известен как относительно скромный и благочестивый правитель, который мало тратил на себя. Тем не менее ему удалось возвести множество религиозных и светских зданий (в том числе большую мечеть), несмотря на неурегулированную политическую ситуацию и экономические трудности Египта в то время. Он изъял для себя место медресе Ша’бана и возвёл маристан, хотя большой бимаристан уже существовал в то время, будучи частью комплекса султана Калавуна, расположенного к северу в районе Бейн-эль-Касрайн. Вероятно, что фундаменты разрушенного религиозного комплекса Ша’бана были повторно использованы для маристана, поскольку план этажа здания выровнен с киблой. Части недостроенных стен медресе, которые, как сообщается, были очень высокими и впечатляющими, возможно, также использовались повторно. Если это так, то это может также объяснить, почему это здание маристана было столь же монументальным и впечатляющим, что было редкостью для такого общественного здания.
Строительство здания началось в июле 1418 года и было завершено в августе 1420 года. За строительством наблюдал известный египетский историк Такиюддин аль-Макризи, но он умер от болезни в 1421 году, прежде чем здание смогло должным образом функционировать в качестве маристана. Кроме того, по сообщениям, маристан даже не оказывал услуг во время вспышки чумы 1419—1420 годов. В течение года здание было заселено группой иранцев, а затем использовалось мамлюкским двором в качестве пансиона для послов. В марте 1422 года, при правлении султана Барсбоя аль-Ашрафа, здание было превращено в пятничную мечеть, для которой оно уже хорошо подходило, учитывая его киблу. Частично неспособность маристана выполнять свои функции может быть вызвана отсутствием информации и инструкций, изложенных в документах его вакуфа (благотворительного фонда в исламском праве). В них кратко описывался маристан, но не содержалось никаких инструкций о том, как следует использовать это помещение, какие услуги следует предлагать или какой персонал должен им управлять (в отличие от весьма подробных документов вакуфа по старому маристану Калавуна, продолжавшему функционировать вплоть до наших дней). Потомки аль-Муайяда также имели право забирать доход любого размера от пожертвований, которыми финансировался маристан. Таким образом они, возможно, были заинтересованы в сокращении расходов на содержание больницы. Барсбой аль-Ашраф вероятно основал новый фонд для преобразования и эксплуатации здания в качестве мечети.
Со временем здание перестало использоваться, а затем пришло в упадок. Уцелели только его монументальный фасад и стены главного зала. В 2005 году Служба древностей Египта снесла некоторые из строений перед зданием, чтобы обеспечить беспрепятственный обзор его фасада. В последующие годы маристан был восстановлен правительством страны в рамках Проекта восстановления исторического Каира.

## Описание

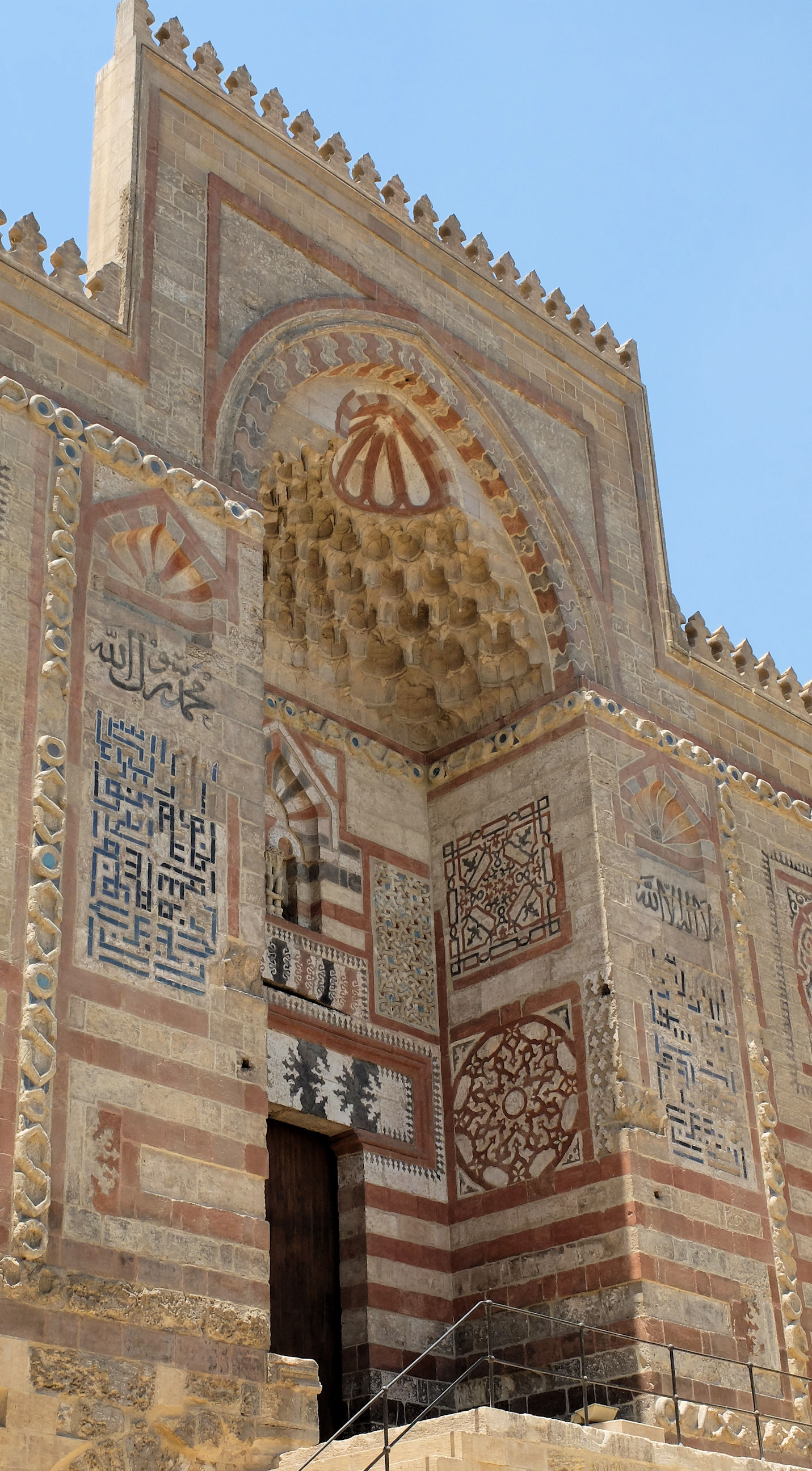
Входной портал маристана.

Монументальное здание, несмотря на то, что с годами оно пришло в упадок, тем не менее является одним из самых впечатляющих сооружений в историческом Каире. То, что осталось сегодня, — это в основном фасад и стены главного зала; верхние этажи и интерьер здания рухнули или исчезли некоторое время назад вместе с некоторыми другими внешними сооружениями. Маристан расположен на более высоком участке, чем большая часть окружающей его территории. Вход в него находится на юго-восточной стороне, обращённой на северо-восток. Этот вход ведёт в вестибюль, который затем ведёт в большой внутренний двор или главный зал, вокруг которого сосредоточена северо-западная часть здания.

### Фасад

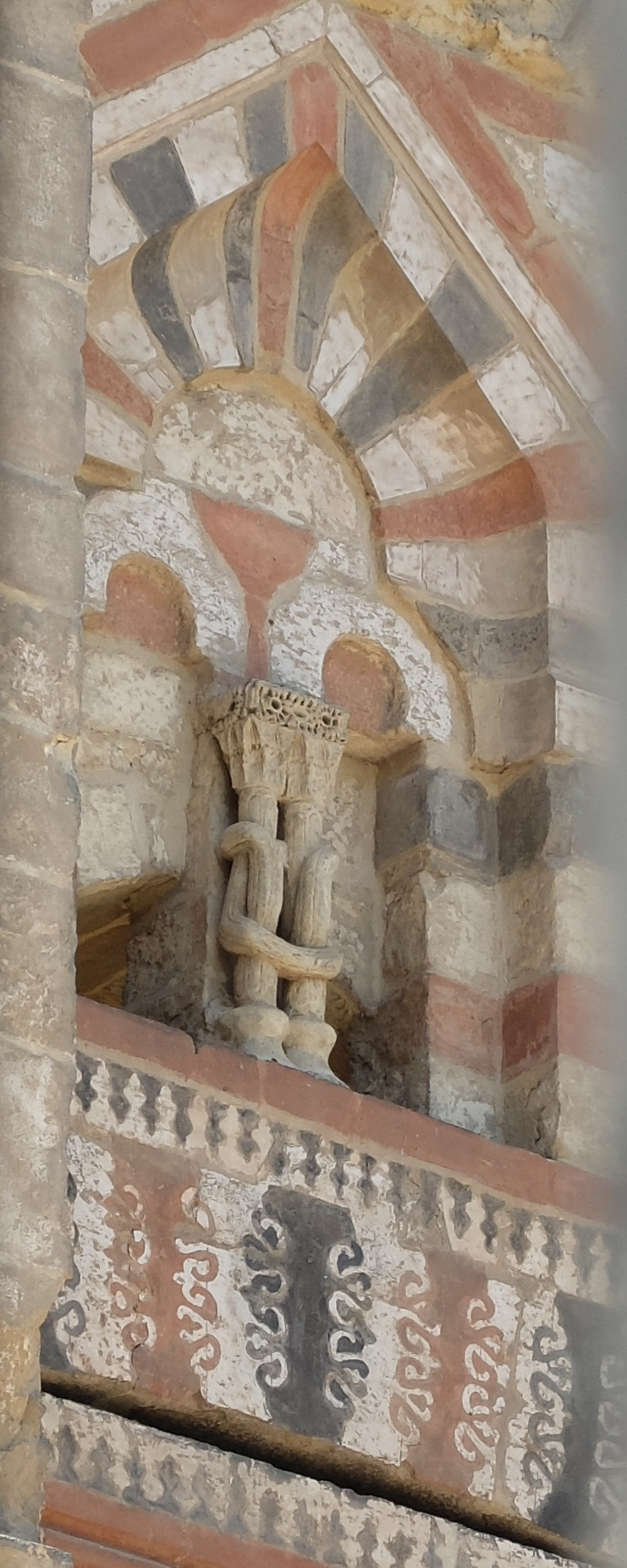
Необычная змеиные скульптуры, обвивающие колонны у окон над входом.

Маристан расположен выше уровня улицы перед ним, и к его входу первоначально вела винтовая лестница, заменённая ныне обычно. Рядом со входом находился сабиль, как и школа для сирот и небольшая мечеть.
Фронтальный фасад — высокий и внушительный, отличающийся удивительным богатством орнамента и цвета. И здесь, на внешней стороне, и вокруг арок главного зала/двора, находятся полосы резного камня, которые выглядят как связанные цепи и служат для обрамления различных элементов архитектурной композиции. Вход расположен внутри монументального углублённого портала, увенчанного сводом или навесом из мукарн (сталактитоподобной резьбы) в прямоугольной раме, которая выступает выше, чем остальная часть фасада здания. Всё это представляет собой типичные элементы мамлюкской архитектуры. В общем фасаде использована кладка аблак (чередующийся тёмно-красный и светлый камень), но более сложные узоры аблак находятся над дверным проёмом. На обеих боковых стенках портала расположены два «кругляка» с различными цветочно-геометрическими композициями, созданными с использованием красного камня. За пределами портала над окнами по обе его стороны находятся два ещё более крупных круговых узора такого рода. Между ними и порталом находятся килевидные ниши, характерные для фатимидской архитектуры) с сияющим красным и светлым камнем, ниже которых находятся надписи на арабском языке (выполненные почерком сулюс или насх), написанные красной пастой или камнем, которые вместе, по-видимому, образуют шахаду. Далее под этими надписями расположены панели «квадратного» куфического письма, созданные с помощью инкрустированных лазурью голубых плиток. Примечательна одна необычная деталь над дверным проёмом: там, посередине двойного окна, расположены две небольшие декоративные колонны с резными змеями, обвивающими их, что может символизировать исцеление.

### Интерьер
Интерьер был разрушен с течением времени и мало что осталось от его первоначальной структуры, кроме голых стен главных залов. Хотя он был недавно отремонтирован и восстановлен. Помимо вестибюля у входа, в интерьере доминирует прямоугольный центральный двор, окружённый с четырёх сторон айванами, которые открываются. Массивные стрельчатые арки обрамлены полосой резного камня, напоминающей связанные цепи. Наружные стены юго-западного и северо-восточного айванов отличаются необычным расположением окон: четыре прямоугольных окна внизу, над которыми расположены четыре арочных окна, над которыми в свою очередь расположены шесть круглых окон, сложенных в треугольное образование. Одна группа этих окон видна снаружи здания (в секции справа от главного входа). Первоначальные крыши здания были сделаны из древесины.
Помимо этого, некоторые из первоначальных деталей планировки здания известны из документации вакуфа. Так в главном дворе располагался центральный бассейн с водой. У двух айванов были настенные фонтаны (шадирваны), из которых вода стекала в бассейн по небольшим водным каналам в полу (что-то подобное было найдено во внутреннем дворе маристана Калавуна и в других сооружениях исламской архитектуры). Другие помещения комплекса включали в себя палату для женщин-пациентов, молитвенную комнату, аптеку и кухню. Существовал верхний этаж с несколькими помещениями, а также с лоджией или балконом.